# روبرتو فلوريس
روبرتو فلوريس (بالإسبانية: Roberto Floris)‏ هو لاعب كرة قدم أرجنتيني في مركز الدفاع، ولد في 5 يناير 1986 في مدينة سانتا روزا، لا بامبا في الأرجنتين. لعب مع انيستتوتو وإيفرتون دي فينا ديل مار وباراكاس سينترال وتيرو فيديرال وسان مارتين دي سان خوان وفيليز سارسفيلد.

## مراجغ
1. ↑  "معلومات عن روبرتو فلوريس على موقع transfermarkt.com". transfermarkt.com. مؤرشف من الأصل في 2021-01-24.
2. ↑  "معلومات عن روبرتو فلوريس على موقع fbref.com". fbref.com. مؤرشف من الأصل في 2021-01-23.
3. ↑  "معلومات عن روبرتو فلوريس على موقع bdfa.com.ar". bdfa.com.ar. مؤرشف من الأصل في 2021-01-22.

## وصلات خارجية
- روبرتو فلوريس على موقع إي إس بي إن إف سي (الإنجليزية)
- روبرتو فلوريس على موقع قاعدة بيانات كرة القدم.إي يو (الإنجليزية)